# Награда „Андра Гавриловић”
Награда „Андра Гавриловић” је књижевна награда коју је 2008. године установила Ресавска библиотека Свилајнац за прозно стваралаштво на српском језику. Ова награда се додељује са циљем да негује успомену на значајног завичајног ствараоца Андру Гавриловића који је заслужна личност српског књижевног и научног живота, као и да афирмише ствараоце у савременом прозном стваралаштву на српском језику, како у Србији тако и у дијаспори.

## О награди
Награда се додељује у две области:
- Приповетку – без теметских и жанровских ограничења
- Књижевну критику – есеј, приказ, осврт на савремена књижевна дела објављена од 2000. године па надаље.

Ресавска библиотека крајем октобра расписује конкурс за текућу годину у обе области за необјављене радове. Конкурс траје до краја календарске године. Трочлани стручни жири оцењује приспеле радове и одлучује о добитнику књижевне награде за обе области. Награда се састоји од повеље и новчаног износа и уручује са добитницима на свечаности у Свилајнцу у марту наредне године. Најуспешнији радови, по мишљењу жирија, бивају објављени у Зборнику радова „Црте и резе“, који се промовише на свечаности приликом доделе саме награде.

## Додела књижевне наградеАндра Гавриловић

### Додела у 2019. години
Ресавска библиотека је 3. априла 2019. године девети пут доделила књижевну награду „Андра Гавриловић“ за 2018. годину. Госте је поздравила, уручила награде и прочитала Саопштење жирија, директор РБС мр Јелена Томић.
Жири, који је радио у саставу : Гојко Божовић, председник жирија, књижевни критичар, оснивач и главни уредник издавачке куће „Архипелаг“, Мирко Демић, књижевник и директор НБ „Вук Караџић“ у Крагујевцу и Оливера Мијаиловић, библиотекар Завичајног одељења Ресавске библиотеке и професор српског језика, донео је одлуку да награду за најбољу приповетку добије Јасмина Малешевић, књижевник из Београда за приповетку Балзакове тапете, а награду за књижевну критику Војислав Ерцег, режисер и књижевник из Бања Луке, за рад Свита Џејмса Џојса.
Поред првонаграђених, свечаности су присуствовали и прочитали своје приповетке Сања Радуловић из Добоја и Маја Марковић из Свилајнца.
Као и сваке године, представљен је Зборник изабраних радова са конкурса -“Црте и резе 9”.

### Додела у 2017. години
У понедељак 27. марта 2017. осми пут је Ресавска библиотека у Свилајнцу доделила Књижевну награду "Андра Гавриловић 2016“ за прозно стваралаштво. Жири је радио у саставу: Мирко Демић, књижевник и директор НБ „Вук Караџић“, председник жирија, Гојко Божовић и Оливера Мијаиловић, библиотекар Завичајног одељења Ресавске библиотеке и професор српског језика. Прву награду добили су: Младен Шљивовић из Зајечара за причу Викторова љубав и Даница Савић из Тополе за књижевну критику Сестра или конфликт архаичног и савременог.
На овом књижевном сусрету, осим првонаграђених, учествовало је још петоро аутора, а пригодну реч о конкурсу изговорили су и чланови жирија. Промовисан је зборник изабраних радова са конкурса “Црте и резе 8”.
Покровитељ награде је Општина Свилајнац.